# Xã Boone, Quận Franklin, Missouri
Xã Boone (tiếng Anh: Boone Township) là một xã thuộc quận Franklin, tiểu bang Missouri, Hoa Kỳ. Năm 2010, dân số của xã này là 5.401 người.